# یاسوهارو سوریماچی
یاسوهارو سوریماچی (به انگلیسی: Yasuharu Sorimachi) بازیکن فوتبال اهل ژاپن و عضو تیم ملی فوتبال ژاپن است که در تاریخ ۲۷ ژوئیه ۱۹۹۰ میلادی اولین بازی ملی‌اش را انجام داد. او در ۴ بازی ملی حضور داشت و آخرین بازی ملی خود را در تاریخ ۲۷ ژوئیه ۱۹۹۱ میلادی انجام داد. یاسوهارو سوریماچی در بازی‌های ملی‌اش
گلی به ثمر نرساند.